# Голіцинська сільська рада
Голі́цинська сільська рада (рос. Голицынский сельский совет) — сільське поселення у складі Нижньоломовського району Пензенської області Росії.
Адміністративний центр — село Голіцино.

## Історія
2010 року були ліквідовані Аршиновська сільська рада (село Аршиновка, Гороховщино, присілки Красна Керка, Ражки, селища Світлоріченька, Середній) та Івинська сільська рада (села Іва, Кобяки, присілок Александровка), їхні території увійшли до складу Голіцинської сільради.

## Населення
Населення — 1848 осіб (2019; 2276 в 2010, 2839 у 2002).

## Склад
До складу сільської ради входять:
| Населений пункт              | Населення, осіб (2002) | Населення, осіб (2010) |
| ---------------------------- | ---------------------- | ---------------------- |
| Александровка, присілок      | 85                     | 67                     |
| Аршиновка, село              | 343                    | 301                    |
| Голіцино, село               | 1170                   | 976                    |
| Гороховщино, село            | 77                     | 52                     |
| Дубки, селище                | 79                     | 50                     |
| Іва, село                    | 433                    | 338                    |
| Кера, село                   | 399                    | 333                    |
| Кобяки, село                 | 42                     | 17                     |
| Красна Керка, присілок       | 12                     | 5                      |
| Нова Александровка, присілок | 13                     | 0                      |
| Підгорний, селище            | 14                     | 11                     |
| Піксев, селище               | 1                      | 4                      |
| Ражки, присілок              | 59                     | 41                     |
| Світлоріченька, селище       | 81                     | 67                     |
| Середній, селище             | 31                     | 14                     |